# ゼロハリバートン

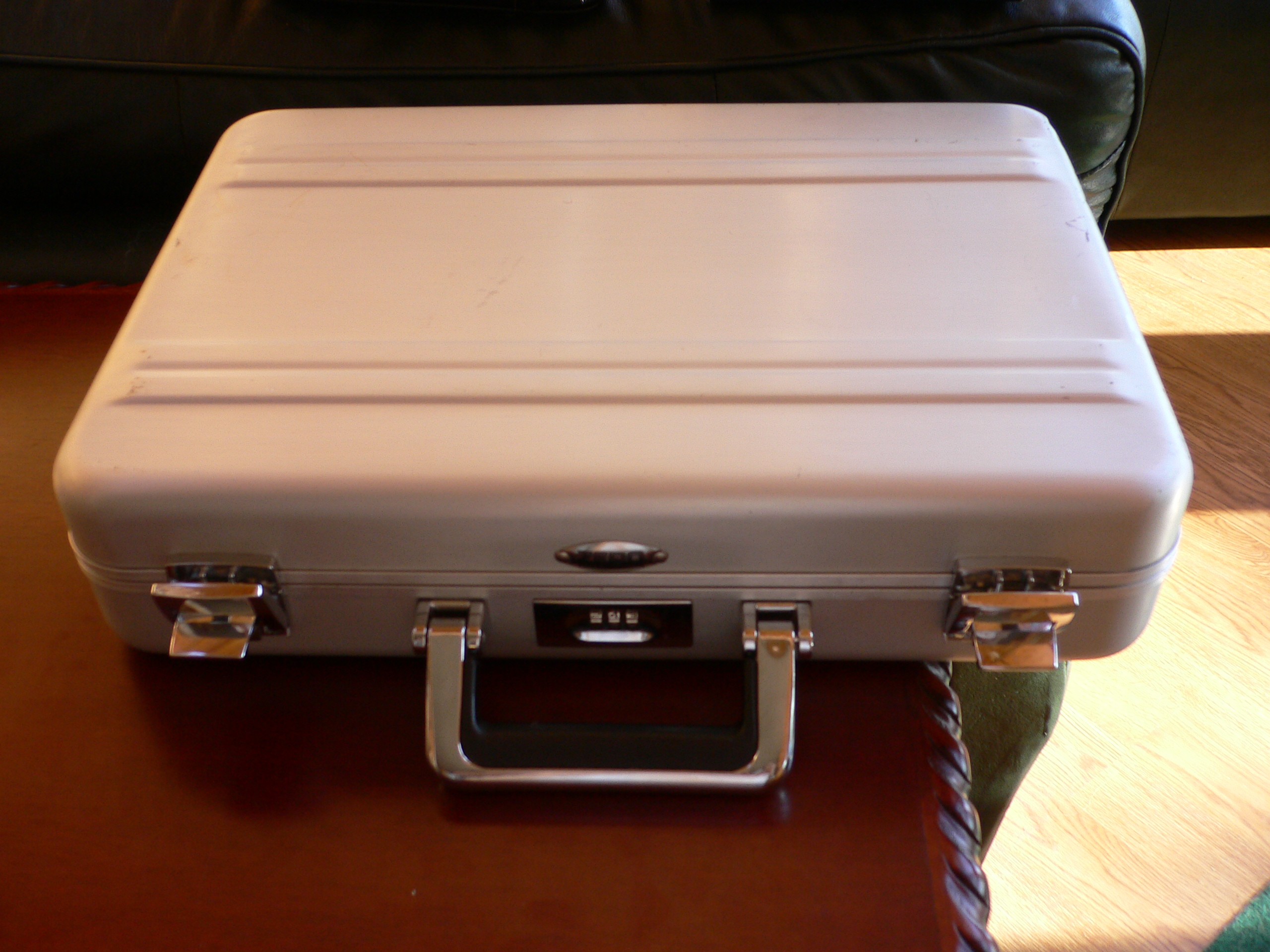
ゼロハリバートンのアタッシェケース。

ゼロハリバートン（英文表記:Zero Halliburton）は、主にアルミニウム素材のアタッシェケース等を専門に製造するメーカー。アポロ11号による月面着陸の際、月の石を入れて持ち帰った「月面採取標本格納器」を製造した。2006年にエース株式会社が商標・販売権を買収。

## 概要

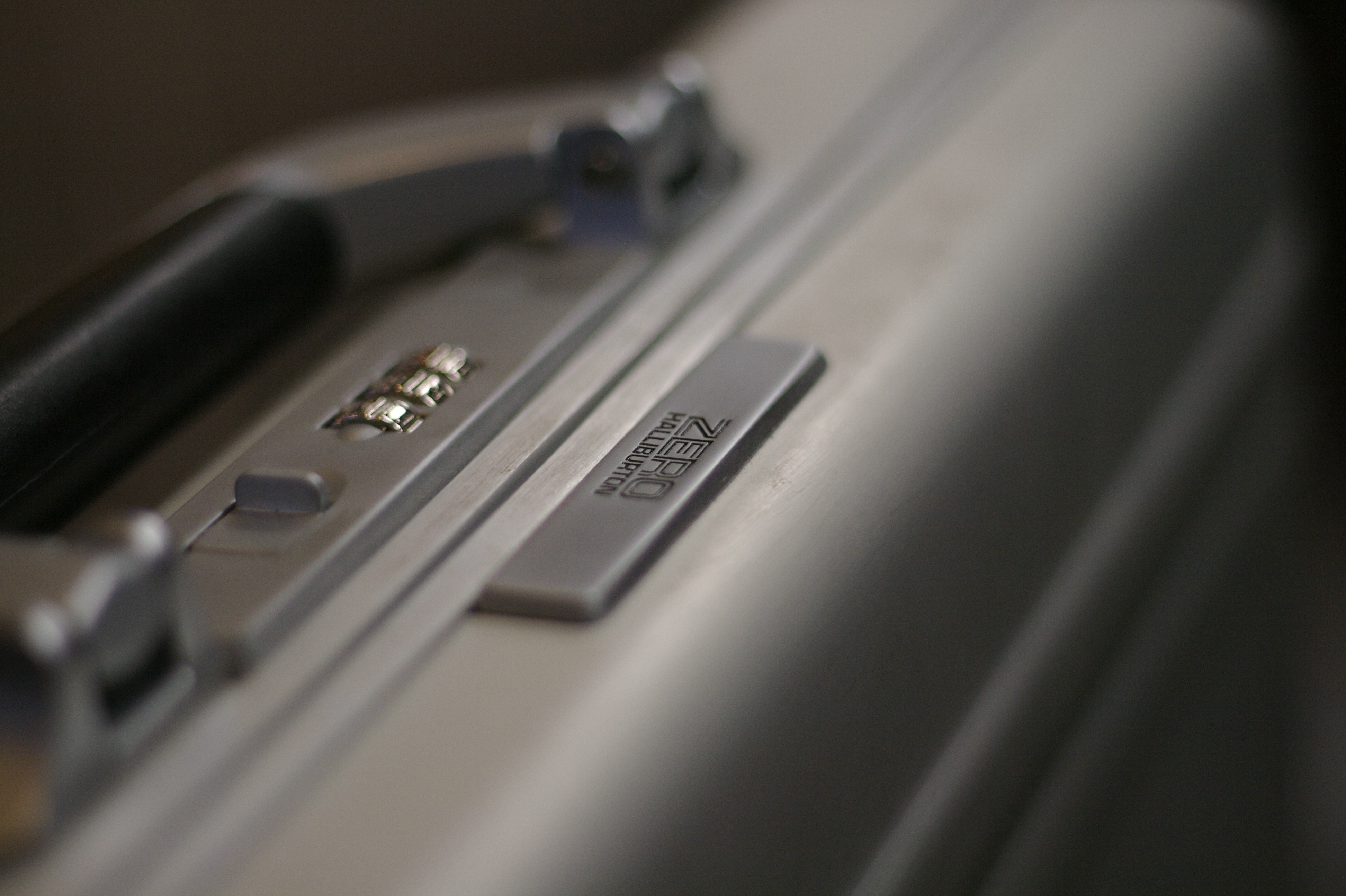
ケース上部近影。

1969年、アポロ計画の際に、月の石を採集するケースとしてゼロハリバートンの鞄が使用された。アメリカ航空宇宙局(NASA)より製造を依頼され、「月面採取標本格納器」と呼ばれたこのケースは、宇宙用として特殊に改造したものではなく、当時一般に市販されているケースをやや加工しただけだったという。その頑丈さ・デザインから様々な人物・シーンで使用されており、テロの爆発に遭っても中身が無事だった等、逸話も多い。多くの映画の劇中にも登場し、著名な愛用者にハリウッド女優・歌手のマレーネ・ディートリヒらが挙げられている。他に、アメリカ合衆国大統領のみが所有を許され、核兵器に関する重要機密事項が入った黒いブリーフケース（核のフットボール）も、ゼロハリバートン製である。
製品のブリーフケースは1946年より、補強のためそのトレードマークでもある2本のプレスライン「ダブルリブ」が入れられるようになった。当初アルミニウムが主流だった製品も、現在ではポリカーボネートやナイロンといった素材を使用したものも用いるようになり、牛革を使用した小物シリーズ（ZCT：ゼロコンツアー）も登場。2008年には創業70周年を記念して、デザイナーのティム・フェントンをエグゼクティブデザインコンサルタントに招き、限定モデルを発表した。
また、キャリーバッグの購入時に付いてくるノベルティも人気が高い。

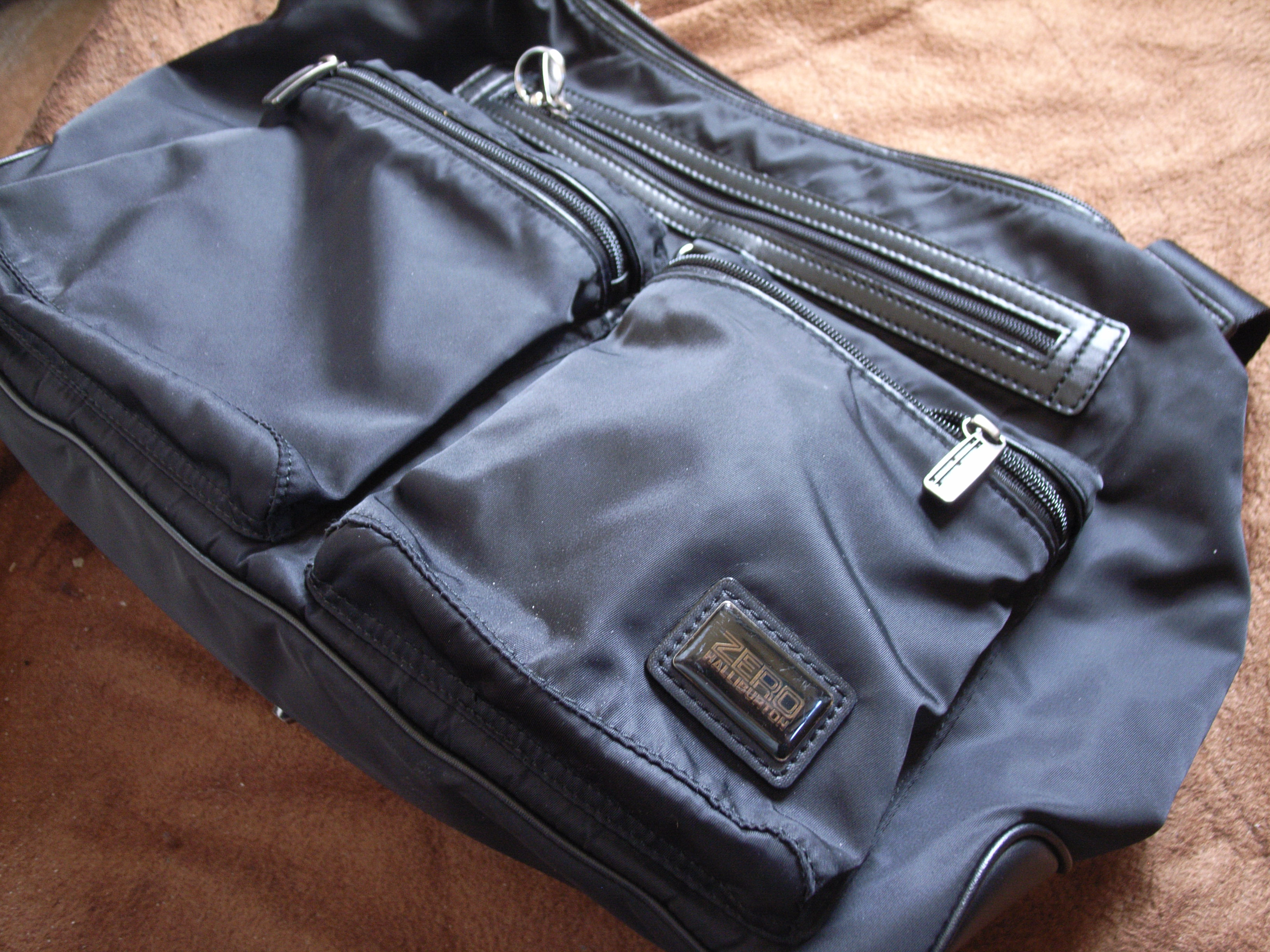
ナイロン製のショルダーバッグ
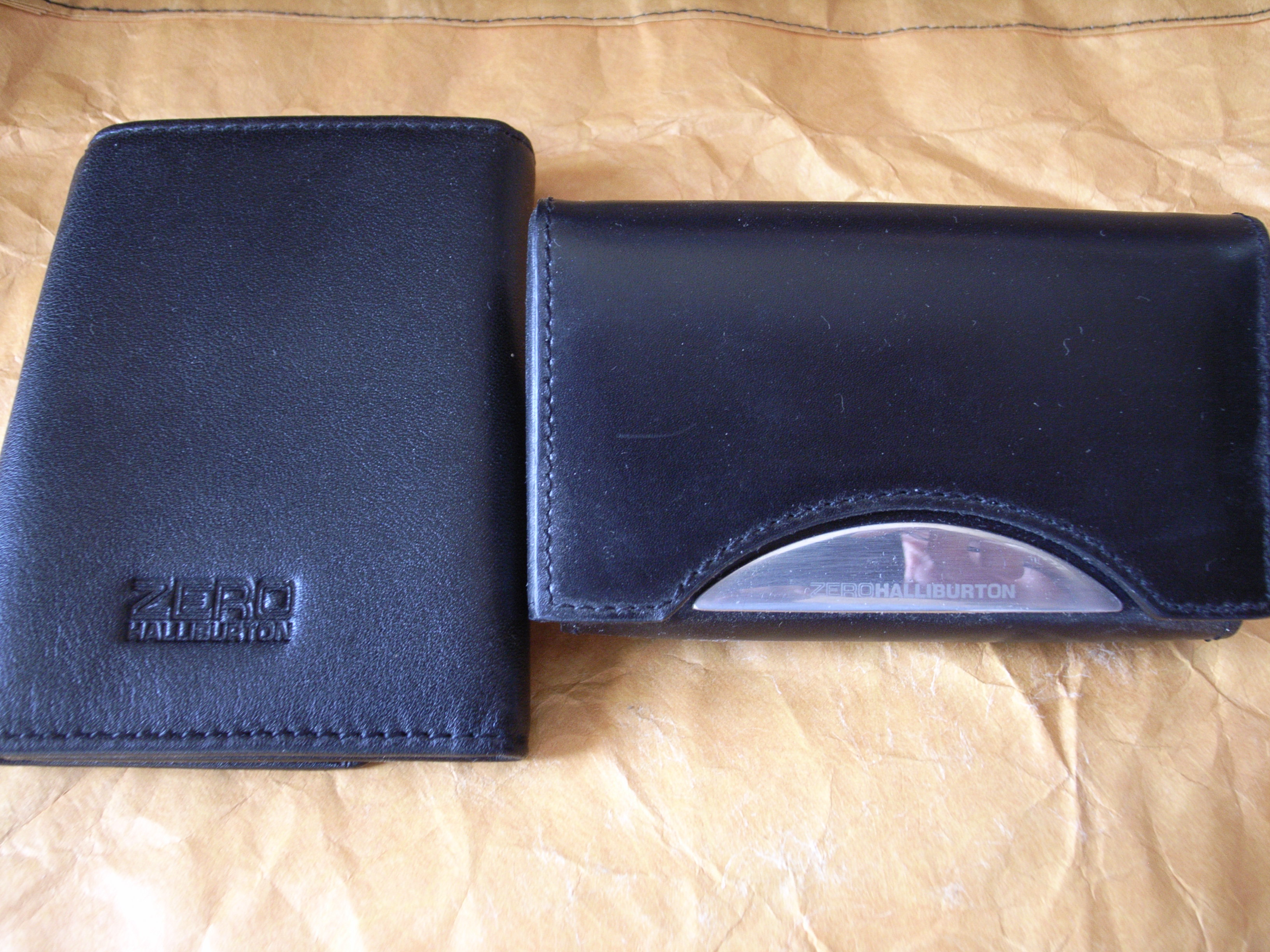
革製品（キーホルダーと名刺入れ）
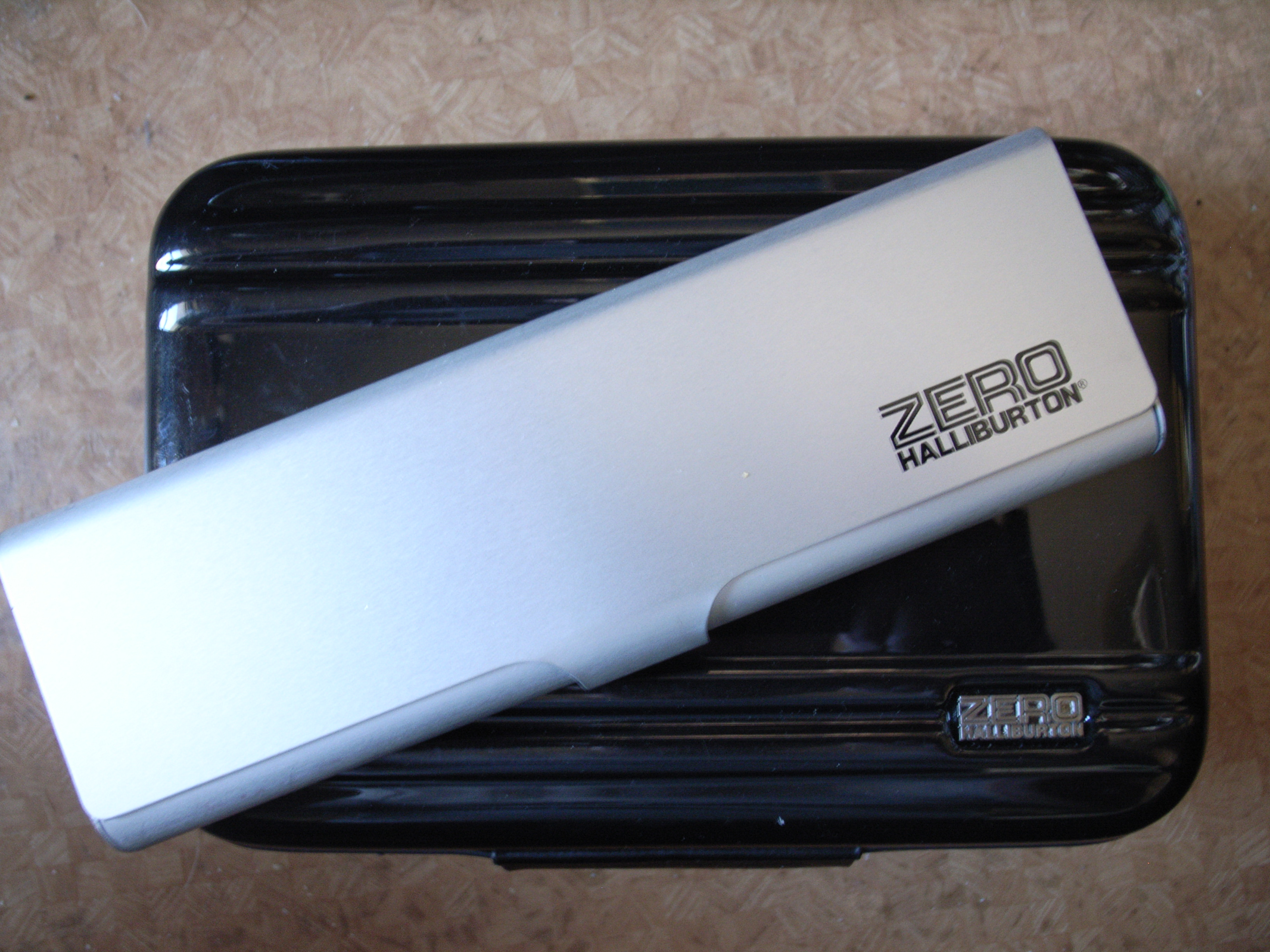
ポリカーボネートのポーチとアルミ製ペンケース（ノベルティ）
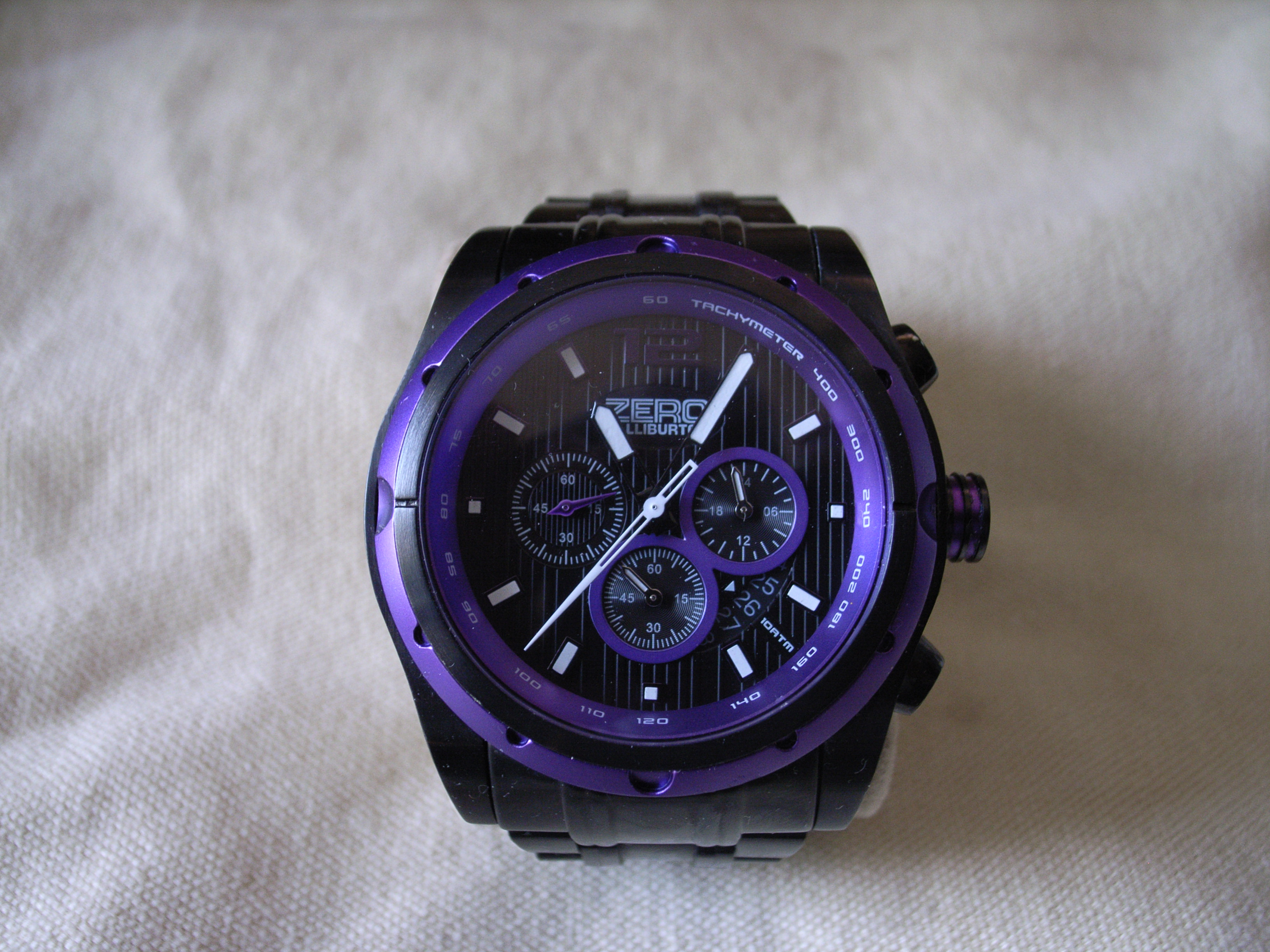
腕時計

## 歴史
1938年、アール・P・ハリバートンにより創業。油田産業も手掛けていたP・ハリバートンは砂漠地帯を訪れる度に鞄に入り込む砂埃に悩まされていた。そこで、航空機エンジニアの助言を得てアルミニウム合金を使用した頑丈な鞄の制作に取り掛かり、ケースが完成。その後ハリバートン・ケース社をアメリカ合衆国カリフォルニア州バーバンク市に設立、鞄の製造をZierold Company（ジロルド・カンパニー）社が担った。発音を易しくする目的もありジロルド社は1946年にゼロ・コーポレーションへと改名、その後1952年にハリバートン・ケース社がゼロ・コーポレーションの傘下へ入ることとなり、1959年に名称が「ゼロハリバートン」となった。
日本での正規代理店だった株式会社大沢商会グループによる取扱いが終了した後、2005年からエース株式会社が販売代理店として提携を結び、2006年12月29日にゼロハリバートンの商標・販売権を買収し、グループ化した。現在はアメリカのゼロハリバートン社が運営し、ソルトレイクシティの工場に加え、北海道赤平市などにも製造拠点を置き、国内のデパート・専門店で販売を行っている。

## コラボ商品

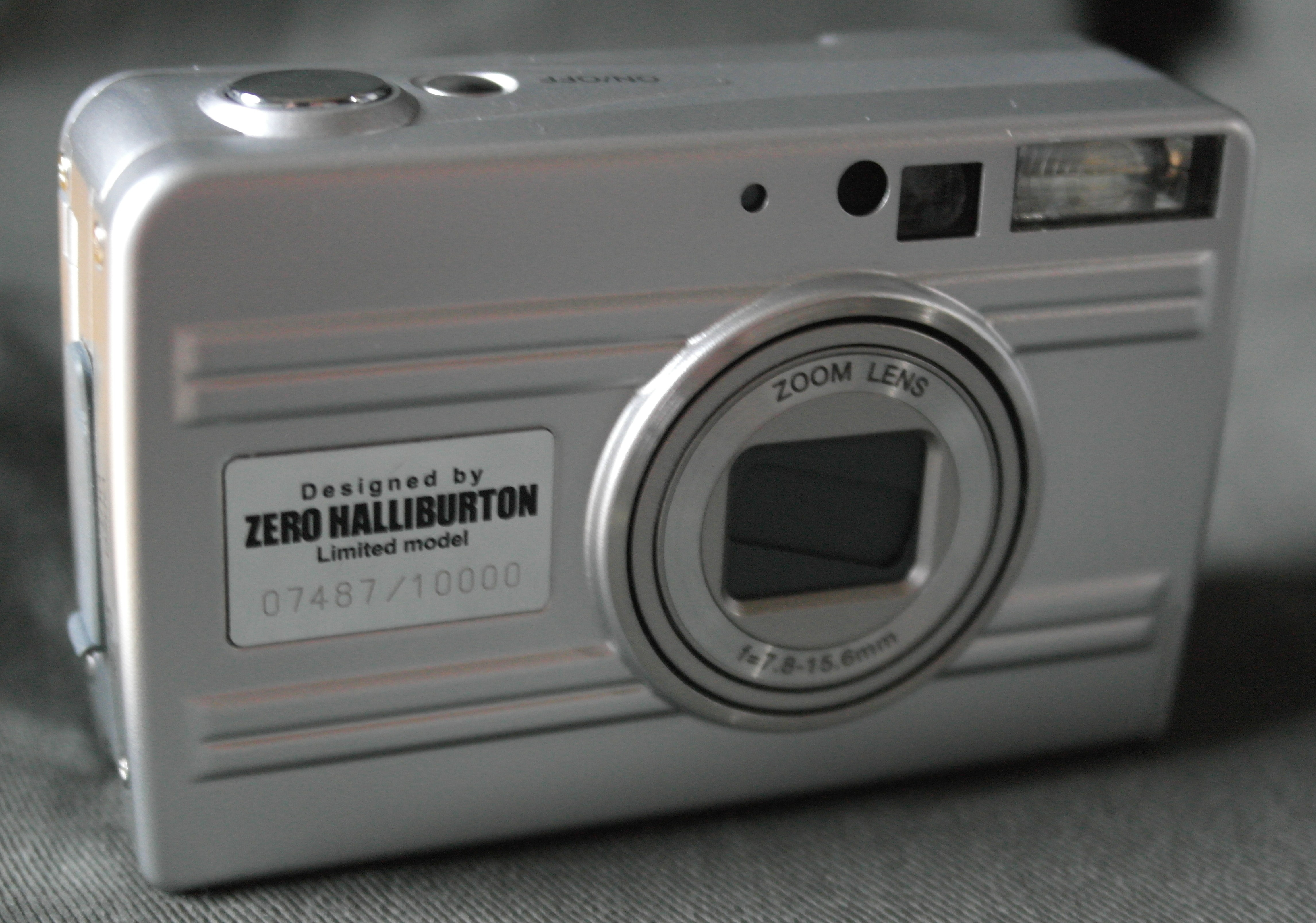
コラボしたコンデジ

ゼロハリバートンは他商品とのコラボレーションによるダブルネームブランドをいくつか送り出しており、外観がイメージがスーツケースを連想させるものになっている。代表的なものとして日立マクセルによるデジタルカメラやセイコーの腕時計などがある。